# Радев, Жеко
Жеко Жеков Радев (31 июля 1875, г. Нови-Пазар, Османская империя (ныне Шуменской области, Болгария) — 24 января 1934, София) — болгарский учёный-географ, педагог, профессор, основоположник научной геоморфологии в Болгарии. Один из основателей в 1918 Болгарского географического общества.

## Биография
В 1894 году окончил педагогическое училище в Шумене. Работал учителем начальной школы. С 1900 изучал педагогику и философию в Софийском университете. После его он окончания в 1904 — учитель гимназии в Бургасе.
С начала 1906 стал ассистентом у профессора Анастаса Иширков, основоположника научной географии в Болгарии.
В 1911—1912 гг. проходил стажировку в Берлине под руководством профессора Альбрехта Пенка. Начало первой Балканской войны прервало его учебу, которую он продолжил в 1913—1914 году.
В 1915 году написал свою большую научную работу «Карстовые формы в Западной Старой планине», на основе которой ему было присвоена научная степень доцента физической географии. В том же году стал читать курс лекций о задачах и методах геоморфологии. 
В 1916 сопровождал А. Иширков в научной экспедиции в Македонии, организованной штаба болгарской армии.
В 1921 году — экстраординарный, а в 1927 году — профессор физической географии, заведующий кафедрой физической географии Софийского университета.

## Избранные научные публикации
Жеко Радев — автор многих научных работ в области физической географии и геоморфологии:
- НѢколко бележки върху климата на гр. Бургасъ (1906)
- НашитѢ селища въ връзка въ тѢхната надморска височина (1906, в съавторство с проф. А. Иширков)
- Рила планина — орохидрографски бележки (1910)
- Картометрически приносъ за изучаване на България (1910)
- Географическо положение, граници и повърхнина на България (1910)
- Карстови форми въ Западна Стара планина (1915)
- Предметъ и методи на географията (1919)
- Геоморфологически бѢлѢзи на българскитѢ земи и тѢхното значение за температурнитѢ и валежни отношения на страната (1919)
- Природна скулптура по високите български планини (1920)
- Геоморфологична работа на ледника (1921)
- Ледникови следи въ облика на Пиринъ (1921)
- Алпийски и подалпийски пояси на високитѢ български планини (1921)
- РѢка ВѪча и нейната долина (1923)
- Географска и етнографска Македония (1924)
- Търновският проломъ и долината на р. Янтра (1925)
- Източна Стара планина и долината на р. Камчия (1926)
- Има ли следи от дилувиално заледяване на Витоша(1926)
- Географска и етнографска България въ нейните исторически граници (1926)
- Епигенетични проломи въ долината на р. Струма (1933).